# Сандија Нолс (Њу Мексико)
Сандија Нолс (енгл. Sandia Knolls) насељено је место без административног статуса у америчкој савезној држави Њу Мексико.

## Демографија
По попису из 2010. године број становника је 1.208.
| Група             | 2000.    | 2010.       |
| Белци             | 0 (0,0%) | 996 (82,5%) |
| Афроамериканци    | 0 (0,0%) | 5 (0,4%)    |
| Азијати           | 0 (0,0%) | 3 (0,2%)    |
| Хиспаноамериканци | 0 (0,0%) | 185 (15,3%) |
| Укупно            | 0        | 1.208       |